# 笛吹段古墳群
笛吹段古墳群（ふえふきだんこふんぐん）は、静岡県焼津市北部の高草山（標高501メートル）山中に分布する古墳時代最終末期から奈良時代前半（7世紀後半～8世紀前半）の古墳群。

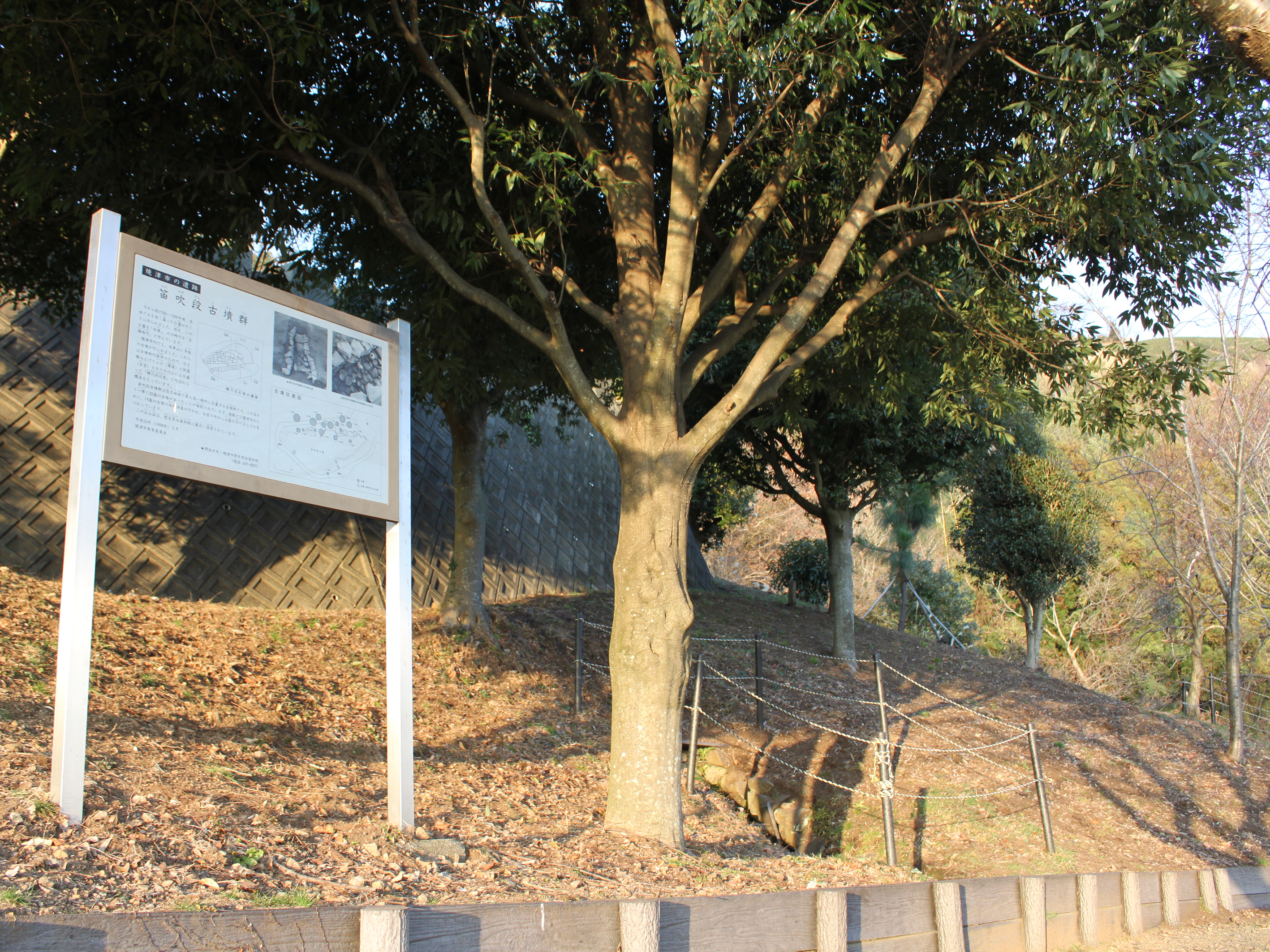
解説パネル。右側は26号墳石室

## 概要
焼津市・藤枝市などが広がる志太平野北部にそびえる高草山南斜面の中腹に分布する。古墳分布域の標高はおよそ240～330メートルを測り、高草山周辺の他の古墳群（奥屋敷古墳群・兎沢古墳群・筧沢古墳群など）に比べて非常に高い場所に立地している。
1959年（昭和34年）、1982年（昭和57年）、1993年（平成5年）に調査が行われており、30基を超える古墳があると推定されている。1982年（昭和57年）に行われた県の農道敷設工事事業では、静岡県埋蔵文化財調査研究所によって10基（13号・17号～25号墳）が発掘調査され、直系10メートル程度の墳丘と幅１メートル程の比較的小さい横穴式石室をもつ古墳が等高線に沿って横一列に並ぶように検出された。石室内からは須恵器や土師器、鉄刀や鉄鏃などの副葬品が出土し、その年代から7世紀～8世紀代という、かなり新しい時期に位置づけられる群集墳であることがわかった。
現在は笛吹段公園内に2基（26・27号墳）が保存され、石室を見学できる。なおこの公園は眺望に優れ、焼津・藤枝市街と駿河湾を一望できる。

## 註釈
1. ↑  焼津市教育委員会 2018 pp.3
2. ↑  焼津市歴史民俗資料館 2000 pp.14
3. ↑  静岡県埋蔵文化財調査研究所 1984